# Фрайенштайн-Тойфен
Фрайенштайн-Тойфен (нем. Freienstein-Teufen) — коммуна в Швейцарии, в кантоне Цюрих.
Входит в состав округа Бюлах. Население составляет 2 227 человек (на 31 декабря 2007 года). Официальный код — 0057.
Фрайенштайн-Тойфен находится рядом с местом слияния рек Тосс и Рейна.